# Thanasīs Christoforou
Thanasīs Christoforou, conosciuto anche come Art Christopher (in greco Θανάσης Χριστοφόρου?; Boston, 1946 – Boston, 5 marzo 2017), è stato un cestista e allenatore di pallacanestro statunitense con cittadinanza greca.

## Carriera
Con la Grecia ha disputato i Campionati europei del 1969 e i Giochi del Mediterraneo di Smirne 1971.

## Palmarès
- Campionato greco: 1

AEK Atene: 1969-70